# 鸡冠山乡 (上栗县)
鸡冠山乡，是中华人民共和国江西省萍乡市上栗县下辖的一个乡镇级行政单位。

## 行政区划
鸡冠山乡下辖以下地区：
三龙村、芦下村、高田村、横下村、鸡冠村、豆田村、庙背村、圳上村、恢柳村、栅上村、驿马村、流源村和砖岭村。